# Столкновения в провинции Анбар (2013—2014)
Вооружённые столкновения в провинции Анбар — вооружённый конфликт между шиитским правительством Ирака и суннитскими боевиками из ИГИЛ в ходе Гражданской войны в Ираке на территориях провинции Анбар.
Причиной эскалации стал разгон суннитского лагеря протеста в Рамади, который был организован ещё в 2012 году в знак протеста против гегемонии шиитов в иракском руководстве.
30 декабря 2013 года жертвами разгона стали 13 манифестантов, после чего в городе начался мятеж, с резкой критикой иракских властей выступили оппозиционные суннитские депутаты.
1 января 2014 года части ИГИЛ атаковали Мосул. 2 января ими был захвачен Рамади. 3 января на территории провинции Анбар продолжились ожесточённые столкновения с правительственными войсками.
4 января правительство подтвердило потерю города Фаллуджа; на следующий день иракское правительство нанесло авиаудар по Рамади. 5 января в столкновениях с боевиками в окрестностях Рамади погибли 22 солдата правительственной армии.
6 января ИГИЛ развило наступление и атаковало правительственные силы в пригороде Багдада Абу-Грейб. 13 февраля повстанцы развили наступление и захватили город Сулейман-бек.